# Vitis bourgaeana
Vitis bourgaeana är en vinväxtart som beskrevs av Jules Émile Planchon. Vitis bourgaeana ingår i släktet vinsläktet, och familjen vinväxter. Inga underarter finns listade i Catalogue of Life.